# Винклер, Александр Адольфович
Алекса́ндр Адо́льфович Ви́нклер (нем. Alexander Gustav Winkler; 3 марта 1865, Харьков  — 6 августа 1935, Безансон) — русский композитор, пианист, музыкальный критик и педагог.

## Биография
Окончил Харьковское музыкальное училище (ученик Ильи Слатина) и юридический факультет Харьковского университета (1887). Совершенствовался как пианист в Париже у Виктора Альфонса Дювернуа и в Вене у Теодора Лешетицкого, занимался также композицией у Карла Навратила.
С 1890 г., вернувшись в Харьков, преподавал фортепиано в Харьковском училище. В 1896—1924 гг. преподаватель фортепиано в Санкт-Петербургской консерватории, с 1908 г. профессор. Среди его учеников — С. С. Прокофьев.
В 1902—1910 гг. выступал как музыкальный критик. Автор статей в петербургской немецкой газете «St. Petersburger Zeitung».
Автор камерных произведений, в том числе двух струнных квартетов (первый, до мажор, 1897, получил премию Санкт-Петербургского общества камерной музыки), фортепианного квартета, фортепианных пьес, песен. Входил в Беляевский кружок.
В 1923 эмигрировал во Францию, жил в Безансоне и Морто. Давал частные уроки игры на фортепиано, гармонии и контрапункта. Вел кл. гармонии в безансонской Ecole municipale de musique (с 1924). Участвовал в концертах как композитор и пианист, выступал с открытыми лекциями в различных городах региона Франш-Конте (Безансон, Понтарлье, Доль и др.). В 1933 принял участие в музыкальной выставке, организованной в Париже Российским музыкальным обществом за границей, исполнив в зале Гаво свою сонату со скрипачкой Д. Мантефель.
Автор симфонической музыки (Увертюра-фантазия «В Бретани», Драматическая увертюра, Вариации на финскую тему для скрипки с оркестром, «Последняя весна» для виолончели с оркестром и др.), камерно-инструментальных произведений (3 струнных квартета, альтовая и виолончельная сонаты, фортепианный квинтет и др.), сочинений для фортепиано (в т. ч. Вариации и фуга на тему И. С. Баха для 2-х фортепиано в 4 руки), песен, хоров. Первый струнный квартет (до мажор, 1897) был удостоен премии Санкт-Петербургского Общества камерной музыки. Симфоническая музыка Винклера исполнялась в Общедоступных русских симфонических концертах. Композитор принимал участие в коллективных работах «беляевцев»: сочинении двух вариационных циклов на русские темы, оркестровке «Карнавала» Р. Шумана. Сделал ряд переложений для фортепиано в 4 руки оркестровых произведений М. И. Глинки, Н. А. Римского-Корсакова, А. К. Глазунова (в т. ч., «Раймонда», «Барышня-служанка», Симфония № 8), А. Н. Скрябина, Н. Н. Черепнина, Н. Я. Мясковского. Сочинения и переложения Винклера публиковались издательствами «М. П. Беляев», «D. Rahter», «Prague: Urbanek».
Состоял в дружбе и переписывался с А. К. Глазуновым, который посвятил ему 4 прелюдии и фуги (op. 101). Среди других сочинений, посвященных Винклеру — 4 этюда (op. 2) С. С. Прокофьева и соната для фортепиано (op. 3) А. Н. Кобылянского.

## Ресурсы
1. ↑  Об австрийце-харьковце ― композиторе, пианисте и учителе С. Прокофьева — Харьков Манящий. moniacs.kh.ua. Дата обращения: 16 октября 2024. Архивировано 4 ноября 2024 года.